# سلطان مرزوقی
 سلطان بن احمد مرزوقی  از بزرگان منطقه و شهرستان بندر لنگه در استان هرمزگان در جنوب ایران بوده‌است. 
نام کامل وی: سلطان بن احمد بن راشد بن حسین بن مطر بن راشد بن سلیمان بن مساوی بن نشوان بن مرزوق المرزوقی.
یکی از حکمرانان منطقه و رئیس «قبیله مرزوقی» و حاکم مغویه، از بزرگان منطقه بود.
در دوران حکمرانی او بر مغویه و مناطق تابعه امنیت برقرار شده بود.
او در روز دوشنبه ۲۷ رمضان در سال ۱۳۷۰ هجری قمری در مغویه درگذشت.